# Jean-Marie Loret
Jean-Marie Loret (Seboncourt, 18 de marzo de 1918-Saint-Quentin, 14 de febrero de 1985) era un trabajador ferroviario francés que decía ser el hijo ilegítimo de Adolf Hitler. Según Loret, en 1948 su madre le reveló poco antes de su muerte que el "soldado alemán desconocido" con el que había tenido una aventura durante la Primera Guerra Mundial fue Adolf Hitler.
Su afirmación fue respaldada por el historiador alemán Werner Maser. Loret publicó su propia autobiografía, Ton père s'appelait Hitler [El nombre de tu padre era Hitler] en 1981.
Sin embargo, la opinión dominante, representada  por  historiadores como Anton Joachimsthaler, Timothy Ryback, y Sir Ian Kershaw, es que la paternidad de Hitler en Loret es poco probable o imposible.

## Biografía
Jean-Marie Loret nació ilegítimamente en 1918 en Seboncourt como Jean-Marie Lobjoie. Su madre era Charlotte Eudoxie Alida Lobjoie (1898-1951), la hija del carnicero local y su esposa, siendo ellos Louis Joseph Alfred Lobjoie y Marie Flore Philomène (nacida Colpin). De acuerdo con la entrada en el registro de nacimiento de su ciudad natal, el padre de Loret era un soldado alemán no identificado de la Primera Guerra Mundial. Dado que Adolf Hitler se había quedado en las localidades de Seclin, Fournes, Wavrin y Ardooie en los años 1916 y 1917, y según testigos presenciales se supone que tuvo una relación con Charlotte, la paternidad de Hitler en Loret se convirtió en un tema de discusión en varias ocasiones.
La profesión de Charlotte Lobjoie, según diversas fuentes, era "bailarina", aunque no está claro si lo era en 1916/1917. Ella parece haber tomado esta profesión sólo después de que se trasladó a París, unos meses después del nacimiento de Jean-Marie, que fue después de la retirada de los alemanes de Francia. Jean-Marie vivió durante sus primeros siete años en la casa de sus abuelos, con quienes Charlotte rompió todo contacto después de su traslado a París. El 22 de mayo de 1922, el esposo de  Charlotte, Clément Loret, de profesión litógrafo,  declaró que apoyaría al hijo ilegítimo de su nueva esposa, aunque  en ese momento no conocía al muchacho, y que iba a permitir que el niño tuviera su apellido. Según Loret, sus abuelos "lo trataron mal." 
Después de la muerte en 1925 (del abuelo) y 1926 (de la abuela), su tía, Alice Lobjoie, trabajó para mantener a su sobrino adoptado por su familia en Saint Quentin. A partir de entonces, el muchacho asistió, uno tras otro, a dos internados católicos, en Cambrai y San Quintín.
En 1936, Jean-Marie entró en el servicio militar y se promovió en los años siguientes, en última instancia, alcanzó el rango de sargento. Más tarde se ocupó por algunos años como un hombre de negocios hasta 1948, cuando tuvo que renunciar a esa profesión debido a la insolvencia.
Según Loret, tal como cuando era un niño, sabía que él era el hijo de un soldado alemán, pero no tenía ni idea de la identidad de su padre. Años más tarde, afirmó que en 1948 su madre le reveló, poco antes de su muerte, que el mencionado soldado había sido, de hecho Adolf Hitler. 
Durante la Segunda Guerra Mundial Loret trabajó como encargado de misión con la policía francesa en Saint-Quentin, Aisne. Supuestamente tiene este puesto concedido a él por orden personal de Hitler, aunque no hay evidencia concreta para apoyar esta afirmación. Las afirmaciones de que había colaborado con las unidades de la Gestapo  en Francia con esta capacidad tampoco  están probadas. Sin embargo, después de la guerra, no se llevó a cabo ninguna prueba de colaboración en su contra, lo que habla en contra de la reclamación. Loret dijo que Hitler ordenó destruir todo el material relacionado con él. Sin embargo, Loret fue considerado un individuo promedio y no muy diligente, parece improbable que haya ganado un puesto tan alto por su propio mérito cuando aún tenía poco más de veinte años.
Cabe señalar que Loret se consideró bastante normal y no demasiado diligente, de manera que parece bastante inusual para él haber ganado por sí mismo tan altos logros en su totalidad por sus propios méritos, bajo la edad de 25 años.
Loret estuvo casado al menos una vez y tuvo nueve hijos. Algunas fuentes sostienen que su esposa se separó de él en 1948 cuando se enteró de su herencia familiar. En artículos de prensa posteriores sobre Loret, se menciona una mujer con el nombre de "Muguette", quien  supuestamente vivía con él en el momento en que estos artículos se escribieron. Pero no está claro si "Muguette" era una segunda esposa o una pareja, o si ella era la madre de sus hijos y había vuelto con él, o si ella nunca lo había dejado en absoluto.
El 7 de junio de 1978, durante la discusión pública de la controversia, el historiador Werner Maser trasladó Loret a su propia casa en Speyer, Alemania, con el fin de aislarlo por el intenso escrutinio de la prensa en la casa de Loret en Saint-Quentin. Una vez allí, los dos visitaron varios lugares, incluyendo el antiguo campo de concentración de Dachau , en cuya ocasión Loret se supone que dijo "Yo no elegí mi padre."
Maser vivió con Loret mientras que él viajó por todo el mundo para dar conferencias sobre el tema de la paternidad de Loret, incluso lo llevó a Tokio, con el fin de alentar a Loret a dar entrevistas, pero el francés parecía más bien reservado respecto a dar entrevistas.
Por último, en 1979, Loret y Maser tuvieron una riña, y rompieron relaciones. Posteriormente, Loret, en colaboración con René Mathot, publicó su autobiografía, Ton père s'appelait Hitler [El Nombre de tu Padre era Hitler] (París, 1981).

## La conexión Loret-Hitler
La historia de "El hijo de Hitler" fue revelada por primera vez al público en la década de 1970, más prominentemente en varias revistas ilustradas como Bunte , pero también en las publicaciones más reputadas, como la revista histórica Zeitgeschichte y la revista Der Spiegel. Este último publicó la historia más influyente en Loret hasta la fecha bajo el título "El amor en Flanders". 
El origen último de la historia del hijo de Hitler, en un primer momento se extendió solo por boca a boca, fue hasta ese momento no determinado, ya que los relatos escritos sosteniendo que el hijo ilegítimo de una chica francesa y un soldado alemán fue el hijo de Hitler ya habían sido comentados  alrededor de un bastante tiempo en la ciudad natal de Loret cuando Loret conoció al historiador alemán Werner Maser. Si los rumores se habían puesto al mundo por el propio Loret o por otros, nunca ha sido determinado.
Maser mantuvo que él había oído hablar de un hijo reputado de Hitler por primera vez en 1965 mientras hacía una investigación en Wavrin y ciudades de los alrededores. Se hizo un seguimiento de estos informes, se reunió con Loret en el proceso, y fue capaz de convencerlo de que dejara que  se publicará la historia. A partir de entonces, Maser ejerció gran esfuerzo para reunir evidencia para apoyarlo, aunque los historiadores entre ellos Anton Joachimsthaler  han criticado esto, alegando que Maser fue subordinando en la búsqueda académica de la verdad con el fin de perseguir a los motivos comerciales, como el sensacionalismo y el disfrute de escándalo.
De acuerdo con la representación de Maser, la conexión Loret-Hitler se produjo de la siguiente manera: Hitler se había reunido con Charlotte Lobjoie en 1916 en la ciudad de Wavrin, en la parte ocupada por los alemanes de Francia, mientras se encontraba allí como un soldado, y había comenzado una relación sentimental con ella. Loret había sido concebido en el verano de 1917 en Ardooie o, según otras fuentes, en el otoño de 1917 en Le Ceteau. El último escenario es la variante menos probable, ya que requeriría un parto prematuro.
Maser escribió en su biografía de Hitler sobre la relación de Hitler y Lobjoie:
A principios de 1916 la joven se había reunido el soldado alemán Adolf Hitler, por primera vez. Se quedó en primer lugar en Premont, se dejó caer en una relación sexual con él, y lo siguió hasta el otoño de 1917 para, entre otros lugares, Seboncourt, Forunes, Wavrin y Noyelles-lès-Seclin, en el norte de Francia - y, en mayo, junio y julio de 1917, también a Ardooie, en Bélgica' (p. 528).
Los críticos de esta cuenta señaló que Maser no tenía ninguna evidencia de esto más allá de propias afirmaciones de Loret, que eran de segunda mano.
Una certificación genética de su herencia biológica, hecha en la Universidad de Heidelberg, dio lugar a la constatación de que "Loret podría ser el hijo de Hitler", pero que no tenía por qué ser así.
Maser afirma que las pruebas de paternidad de Hitler incluyeron el compromiso de Charlotte Lobjoie a un sanatorio francés (supuestamente a la instrucción de Hitler), después de la invasión alemana de Francia, y un interrogatorio prolongado de Loret por la Gestapo en el Hotel Lutetia, el cuartel general de la Gestapo en París, así como la supuesta colaboración de Loret con la Gestapo como policía.
El cuestionamiento de Maser de Alice Lobjoie, la tía de Loret y la hermana de Charlotte, a quien había querido poner en juego como "testigo de la corona" por su reclamo, rendido, en cambio, un resultado negativo: Alice Lobjoie declaró que su hermana de hecho había tenido a una relación amorosa con un soldado alemán, pero se discute con vehemencia que este soldado había sido Adolf Hitler. Ella dijo que ella podía recordar la cara del hombre bastante bien y sabía que esta cara no tenía parecido con Hitler. Además, se hace constar:
"Jean es un chiflado. Sólo los alemanes hablaban esa historia de Hitler con él". 
Maser más tarde trató de minimizar las declaraciones de Lobjoie en las ediciones de su más reciente libro sobre Hitler, señalando la supuesta ira de la tía en su sobrino.
Además de la afirmación de Alice Lobjoie, los críticos de la tesis de Maser, como el historiador Joachimsthaler, entre otros, se introducen en los testimonios de debate de camaradas de guerra de Hitler, quienes, en sus recuerdos de Hitler en la Primera Guerra Mundial, señalaron por unanimidad que era absolutamente en contra de las relaciones entre soldados alemanes y mujeres franceses. Balthasar Brandmayer por ejemplo, en su libro de memorias de 1932 Two Dispatch-Runners, informó que Hitler había reaccionado en los términos más violentos, en contra de la intención de sus compañeros de regimiento a involucrarse con las francesas y las había reprochado no tener "ningún sentido alemán de honor ". 
Además, los críticos afirmaron inconsistencias lógicas en la historia de Maser: que es altamente improbable que cualquier soldado en la guerra, y mucho menos un ranking privado bajo en la jerarquía militar, habría sido capaz de tener un amante con él a través de todos los Movimientos de su regimiento, que Hitler había hecho con Lobjoie, según el relato de Maser. La libre circulación difícilmente habría sido posible en las zonas ocupadas, y el hecho de que Charlotte haya viajado junto con el regimiento es muy dudoso.
El Daily Express afirma, en un artículo de fecha 15 de febrero de 1985, que se había encontrado un retrato de la madre de Loret, después de la muerte de Hitler, entre las pertenencias de éste, pero no se tenían pruebas para esta afirmación. En realidad, un retrato realizado por Adolf Hitler en el año 1916 que supuestamente representa A Charlotte Lobjoie con una bufanda  y con un tenedor en la mano fue rastreado a un empresario belga en la década de 1960 y fue publicado en una edición de la revista Panorama  a partir de la década de 1970. Por tanto, es poco probable que este mismo retrato fuese encontrado entre las pertenencias de Hitler en 1945. Uno debe, en este caso determinar el origen de la reclamación a un malentendido.
En tiempo más reciente Maser reafirmó en una entrevista con el periódico de orientación Ultraderechista- National-Zeitung que él estaba junto a su tesis, al igual que antes, y él mantiene que  Loret "era inequívocamente el hijo de Hitler", y que esto había sido "reconocido en Francia por parte de los funcionarios ". La 12 ª edición de su libro de Adolf Hitler: Adolf Hitler: Legend, Myth, Reality-según Maser, la biografía de Hitler más traducida en el mundo, contiene una sección completa sobre este tema.

## Evidencia genética
En 2008, el periodista belga Jean-Paul Mulders viajó a Alemania, Austria, Francia y los Estados Unidos para recoger el ADN de los Lorets y de los últimos parientes vivos de Hitler en Austria y en Long Island. Al comparar el ADN, Mulders reclamó encontrar la prueba de que Jean-Marie Loret no era el hijo de Adolf Hitler. Los resultados de su investigación fueron publicados en Het Laatste Nieuws , el periódico más grande de Bélgica. En febrero de 2009 un libro sobre este tema fue publicado por la editorial Herbig Verlag en Múnich: Auf der Suche nach Hitlers Sohn - Eine Beweisaufnahme. La noticia fue recogida por varios medios de comunicación internacionales, entre ellas Daily Mail, EE. UU. Hoy en día, Bild, Hürriyet, y el diario China Daily.
El 17 de febrero de 2012, la revista francesa Le Point describe nuevos desarrollos, informaron que un estudio realizado por la Universidad de Heidelberg que mostró a Hitler y Loret eran del mismo grupo sanguíneo y que otro estudio mostró que tenían caligrafía similar. El artículo también afirma que el papeleo oficial del ejército alemán demuestra que oficiales trajeron los sobres de dinero en efectivo a la señorita Lobjoie durante la ocupación de la Segunda Guerra Mundial, y que una edición revisada del libro de Loret El Nombre de tu Padre es Hitler se estableció para  que se publicará con la nueva evidencia. La revista también describió una sugerencia del abogado de la familia para que sean capaces de reclamar las regalías del libro de Hitler  Mein Kampf. El artículo se repitió en forma similar durante los siguientes días en otros periódicos internacionales como The Daily Telegraph  y National Post. 
También se ha informado que un nieto ha criticado el estudio Mulders de 2008, alegando que las muestras de ADN de los familiares de Hitler fueron tomadas de servilletas.
Sin embargo, el punto de vista dominante sigue siendo representado por los historiadores como Anton Joachimsthaler y Sir Ian Kershaw, de que la paternidad de Hitler es poco probable o imposible.